# イマクニ?
イマクニ?は、ゲーム『ポケットモンスター』周辺のプロモーション活動を行う全身タイツ系キャラクターの名称である。「?」が付くが、読み方としては語尾を上げない。
クリーチャーズに所属するグラフィックデザイナーの今国 智章（いまくに ともあき、1970年3月16日 - ）が演じている。クリーチャーズではポケモンカードゲームなどのイラストや、ポケモンの3DCGなどを作画するイラストレーター、CGデザイナーとして活動している。

## 概要
メディアでは主に『ポケットモンスター』関連商品のプロモーション活動をしている不思議なキャラクターとして登場する。キャラクター・タレントとして活動する場合には、「ふしぎないきもの」などの肩書が付く場合もある。
表舞台に出るようになったきっかけは「めざせポケモンマスター」シングル収録の4曲の仮歌を収録した事だったという。そのうち「ポケモンいえるかな?」だけは仮歌のままリリースされ、これをきっかけにメディアに出演するようになった。メディアへ出演するにあたりどのような格好で出るか社内会議が行われ、ホワイトボードに書かれたイラストを元に足先から頭まで覆い尽くす全身タイツ姿となった。この全身タイツは「皮膚」という設定であり、全身黒、全身赤、ヤドンの姿など様々なバリエーションがある。
私生活では保護施設から犬を引き取って飼育していることをメディアのインタビューにて答えている。

## 作品履歴

### CD
シングル
- ポケモン言えるかな?（1997年6月28日発売「めざせポケモンマスター」収録）
- とりかえっこプリーズ（1998年2月10日発売。イマクニ?、レイモンド・ジョンソン、小林幸子の3人ユニット「スズキサン」名義）
- ポケモンサンドイッチ（1999年3月25日発売「ライバル!」収録）
- OHA SKA!（2000年2月2日発売「サヨナラのかわりに」収録。テレビ番組『おはスタ』1999年度主題歌）
- ポケモン言えるかneo?（2000年6月28日発売）
- 恋のスベスベマンジュウガニ（2003年9月19日、CD付き絵本として発売。NHK『みんなのうた』より）

ミニアルバム
- ポケモンかけるかな?（1997年11月21日発売）

アルバム
- ポケモン言えるかなbaby?（1999年1月1日発売『みんなで選んだポケモンソング♪ ベストコレクション』収録）

### 書籍
- でておいでよゼニガメくん（小学館ポケモンえほん、今国智章名義で原作を担当）
- ポケモンカードトレーナーズ（ポケモンカードファンクラブ会報、連載ページ）

### ゲーム
- ポケモンカードゲーム - 一部カードのイラストを手がけるほか、本人もトレーナーカードとして登場。
- ポケモンカードGB - 上記のカードと共に本人役で登場。セリフも自身が手がけている。
- ばかぶーん。 - すべてのイラストを担当。ゲームデザインにも参画した。
- ポケモンレンジャー バトナージ - ゲームデザインを担当